# Marquesado de Lamadrid
El marquesado de Lamadrid es un título nobiliario español creado por el rey Alfonso XIII en favor de Eusebio López y Díaz de Quijano, financiero catalán, mediante real decreto del 7 de marzo de 1921 y despacho expedido el 14 de junio del mismo año.

## Marqueses de Lamadrid
|                           | Titular                                          | Periodo                   |
| Creación por Alfonso XIII | Creación por Alfonso XIII                        | Creación por Alfonso XIII |
| ------------------------- | ------------------------------------------------ | ------------------------- |
| I                         | Eusebio López y Díaz de Quijano                  | 1921-1937                 |
| II                        | Claudio López de Lamadrid y Sert                 | 1951-1991                 |
| III                       | Francisco Javier López de Lamadrid y Satrústegui | 1992-2018                 |
| IV                        | Jacobo López de Lamadrid y Tey                   | 2019-hoy                  |

## Historia de los marqueses de Lamadrid
- Eusebio López y Díaz de Quijano (Comillas, Cantabria, 1873-Sevilla, 26 de noviembre de 1937), I marqués de Lamadrid,[2] y el primer presidente del Comité Olímpico Español.

Se casó con María de las Mercedes Sert y Badía. El 8 de junio de 1951 le sucedió su hijo:
- Claudio López de Lamadrid y Sert, II marqués de Lamadrid.[2]

Casó, en 1930, con Marta Satrústegui y Petit-Meurville (m. Barcelona, 5 de julio de 2009), hija de Jorge Satrústegui. El 16 de noviembre de 1992, previa orden del 13 de octubre del mismo año para que se expida la correspondiente carta de sucesión (BOE del 5 de noviembre), le sucedió su hijo:
- Francisco Javier López de Lamadrid y Satrústegui (m. Barcelona, 30 de octubre de 2018[6]), III marqués de Lamadrid.[3]

Se casó con Carmen Morante y Pascual. El 21 de noviembre de 2019, previa orden del 18 de septiembre para que se expida la correspondiente carta de sucesión (BOE del 1 de octubre), le sucedió su nieto, hijo de Claudio López Lamadrid y de su esposa Miriam Tey:
- Jacobo López de Lamadrid y Tey, IV marqués de Lamadrid.[3]

Se casó con Karla Puyol y Robert.